# 小行星17712
小行星17712（17712 Fatherwilliam）是一颗绕太阳运转的小行星，为主小行星带小行星。该小行星于1997年11月发现。

## 轨道参数
小行星17712的轨道半长轴为2.2686048 UA，离心率为0.09。